# 胡宗温
胡宗温（1922年—2015年），女，安徽休宁人，中国话剧表演艺术家，北京人民艺术剧院演员。